# Jean Whitehead
Jean Whitehead (* 20. Juni 1937) ist eine ehemalige britische Weitspringerin und Sprinterin.
1958 wurde sie für Wales startend bei den British Empire and Commonwealth Games in Cardiff Vierte im Weitsprung; über 100 Yards, 220 Yards und mit der walisischen 4-mal-110-Yards-Stafette schied sie im Vorlauf aus. Bei den Leichtathletik-Europameisterschaften in Stockholm wurde sie Neunte im Weitsprung.

## Persönliche Bestleistungen
- 100 Yards: 11,4 s, 1958
- 220 Yards: 25,18 s, 1958
- Weitsprung: 5,84 m, 1958